# 염온동
염온동(廉溫東, 1898년 ~ 1946년)은 한국의 독립운동가이다. 호는 추정(秋汀), 본관은 파주이다.

## 생애
강원도 김화군 읍내리에서 대부호 만석군 부친 염문우(廉文雨)와 모친 손문(孫文) 사이의 4형제(염만동,염연동,염진동 ,염온동) 중 막내로 태어났다. 한학으로 학문적 소양을 다진 선생은 1910년 금화군 공립보통학교를 졸업하고 서울보성전문학교로 진학하였다. 1919년 금화지역 3·1운동에 참여하여 3년의 옥고를 치른 후 독립을 위해 평생을 바칠 것을 결심하였다.
1921년 4월 28일, 중국 상하이(上海)로 망명하여 상하이 프랑스 조계 내에서 활동하고 있는 한인 독립운동단체 및 소속 인물들과 교류하면서 독립운동의 기반을 넓혀갔다. 그 결과 망명 2년 만인 1923년, 제11회 임시의정원 의회에서 임시의정원 의원으로 선출되었고 대한민국 임시정부의 기초를 다지는데 일익을 담당하게 되었다.
그러나, 임시정부는 해체론을 둘러싼 갈등으로 분열되었고 사무실 임대료 지불이 어려울 만큼 재정도 악화되었다. 이에 선생은 1926년 7월 안창호·엄항섭 등과 함께 경제후원회를 조직하고 직접 애국금을 납입하는 등 대한민국임시정부의 경제적 후원에 앞장섰고 상하이 청년동맹회 간부로 활동하면서 국내외 독립운동세력의 통일 전선 형성을 위해 지속적인 노력을 기울였다.
1932년 윤봉길 의거 이후 임시정부는 일제의 감시를 피해 상하이 프랑스 조계를 떠나야 했고 가장 어려운 시기를 맞게 되었다. 이 과정에서 민족운동 세력의 통일 움직임이 일어났으며 그 결과 1935년 조선민족혁명당이 창당되었다. 당시 중국군 낙양항공사무소에서 비행기를 수리하는 기술자로 근무하던 선생은 조선민족혁명당 낙양구 책임자로 활동하게 되었다.
1940년 임시정부는 한국광복군을 창설하여 대일항전에 박차를 가하였다. 이 시기 선생은 임시정부 군무부 총무과장 및 군사편찬위원회 간사로서 한국광복군과 관련된 각종 군사학 서적을 편찬하는 일을 맡아 광복군의 기반 구축에 힘썼다. 또한 군사법규의 기초를 담당하여 중국군사위원회 측의 일방적인 통보로 제정된 예속적인 내용의 ‘한국광복군행동9개준승’을 취소하고 1945년 4월 ‘원조한국광복군판법’을 마련하기까지 광복군의 독립성 확보를 위해 혼신을 다하였다.
1945년 4월, 다시 임시의정원 강원도 출신의원으로 보선되어 임시정부의 국제 승인과 광복 후 임시정부의 후속 처리방안을 위해 노력하던 선생은 일제 패망 후 임시정부 요인들이 조국으로 돌아간 이후에도 귀국하지 못하고 1946년 1월 중국 중경에서 숨을 거두었다.
대한민국 정부는 선생의 공훈을 기려 1977년 건국훈장독립장을 추서하였다.

## 가족 관계
- 아버지 : 염문우(廉文雨)
- 어머니 : 손문(孫文)

## 같이 보기
- 이 달의 독립운동가

## 참고 및 외부 링크
- 국가보훈처 - 염온동